# Paul Cohnheim
Paul Cohnheim (ur. 2 grudnia 1867 w Łobzie, zm. ?) – niemiecki lekarz o żydowskim pochodzeniu specjalizujący się w zakresie chorób układu pokarmowego i metabolizmu (gastroenterologia), w latach 1891–1925 redaktor roczników lekarskich z zakresu chorób trawiennych „Archiv für Verdauungs-Krankheiten” i autor publikacji angielskojęzycznych.

## Życiorys
Paul Cohnheim urodził się w miejscowości Łobez (noszący wtedy nazwę Labes) w Landkreis Regenwalde (obecnie powiat Łobez) w roku 1867. W latach 70. jego rodzice wyjechali z Łobza do Szczecina. W wieku 13 lat rozpoczął naukę w Marienstiftsgymnasium (Ober-Tertia) w Szczecinie, które ukończył i następnie studiował kolejno na uniwersytetach w Berlinie, Freiburgu, Tübingen i Würzburgu, gdzie ukończył studia medyczne w roku 1891. W roku 1891 rozpoczął praktykę lekarską w Berlinie w szpitalu żydowskim i odbył rejs do Nowego Jorku jako lekarz okrętowy. W latach 1891–1899 był asystentem dr Boasa, który w 1895 założył „Archiv für Verdauungs-Krankheiten”, pierwsze czasopismo poświęcone gastroenterologii. Cohnheim był redaktorem roczników, w Berlinie prowadził wykłady (1902–1908) dotyczące chorób wewnętrznych i dodatkowo publikował prace w języku angielskim. Jedna z jego prac miała ostatnie wznowienie w roku 2006 w „Journal of Cancer Research”. Po roku 1899 prowadził prywatną praktykę w zakresie chorób układu pokarmowego i metabolizmu w Berlinie.